# Myospila flavihumeroides
Myospila flavihumeroides är en tvåvingeart som beskrevs av Feng 2001. Myospila flavihumeroides ingår i släktet Myospila och familjen husflugor.
Artens utbredningsområde är Sichuan (Kina). Inga underarter finns listade i Catalogue of Life.